# Capela da Nossa Senhora da Piedade (Coimbra)
A Capela da Nossa Senhora da Piedade localiza-se na freguesia de Antuzede, no Município de Coimbra, no Distrito de Coimbra, em Portugal.
Erguida na parte mais alta da povoação, o seu interior conta com um raro conjunto escultórico, datado do século XVII. Este mostra-nos uma Descida da Cruz, aparecendo o Cristo morto, rodeado da Virgem, sua mãe, e por soldados romanos que o ajudam a descer. O conjunto conheceu trabalhos recentes de restauração da sua policromia.